# سانديا إكنيليجودا
سانديا إكنيليجودا (بالتاميلية: சந்தியா எக்னெலிகொட)‏ هي ناشطة سريلانكية في مجال حقوق الإنسان وزوجة الصحفي المفقود براغيث إكناليجودا. حصلت إكنيليجودا على جائزة نساء الشجاعة الدولية في عام 2017. قامت إكنيليجودا بحملة من أجل الآلاف من الأشخاص المفقودين في سريلانكا.
وكان زوجها قد أخبرها أنه كان على قائمة الأشخاص المُهددين في بلدها وأنه تلقى تهديدات لتحذيره للتوقف عن الكتابة. كان زوجها يحقق في الفساد عندما تم اختطافه وعاد في عام 2009. شاركت إكنيليجودا بنشاط بعد اختفاء زوجها الصحفي البارز براغيث إكناليجودا في عام 2010 عندما كان يحقق في الاستخدام المزعوم للأسلحة الكيميائية ضد المدنيين من قبل الجيش السريلانكي في القتال ضد المتمردين من التاميل.